# Gerhard Filzmoser (Fußballspieler, 1950)
Gerhard Filzmoser (* 25. Mai 1950 in Mattighofen) ist ein ehemaliger österreichischer Fußballspieler.

## Karriere
Filzmoser wechselte 1969 vom ATSV Ranshofen zum SV Austria Salzburg. Sein Debüt in der Nationalliga gab er im August 1969, als er am ersten Spieltag der Saison 1969/70 gegen den Wiener Sport-Club in der Halbzeitpause für Walter Seitl eingewechselt wurde. Seinen ersten Treffer in der höchsten österreichischen Spielklasse erzielte er im September 1969 bei einem 5:2-Sieg gegen den SC Wacker Wien. Insgesamt absolvierte Filzmoser 121 Spiele für Austria Salzburg in der Nationalliga, in denen er vier Tore erzielte.
Ab der Saison 1974/75 spielte er mit dem Verein in der neuen Bundesliga. Sein erstes Spiel in dieser bestritt er im August 1974 gegen den SK VÖEST Linz. Mit den Salzburgern musste Filzmoser 1977 aus der höchsten Spielklasse absteigen. Nach nur einer Saison in der 2. Division stieg man 1978 jedoch wieder in die 1. Division auf. Nach der Saison 1978/79 verließ Filzmoser Austria Salzburg nach zehn Jahren, in denen er über 250 Ligaspiele für den Verein bestritten hatte, und kehrte zu Ranshofen zurück.